# Bataille de Tedorigawa
La bataille de Tedorigawa (手取川の戦い Tedorigawa no Tatakai), eut lieu en 1577 près de la rivière Tedori, dans la province de Kaga (de nos jours la préfecture d'Ishikawa).

## Histoire
Un coup d'État dirigé par le général Shigetsura Chō entraîna la mort de Hatakeyama Yoshinori, daimyo du clan Hatakeyama, et son remplacement par Hatakeyama Yoshitaka, fantoche au service du clan Oda. En réaction, Kenshin Uesugi, mobilisa son clan et emmena une armée sur le territoire du Clan Hakateyama, invasion qui eut pour conséquence l'envoi d'une armée par Nobunaga Oda pour protéger son allié. Cette armée était dirigée par l'un de ses généraux les plus expérimentés, Katsuie Shibata.
Kenshin Uesugi réussit à encercler les forces de Shigetsura Chō, les empêchant ainsi de rejoindre l'armée des Oda et les obligeant à s'enfermer dans la forteresse d'Anamizu, principale place-forte des Hakateyama. Une percée victorieuse des Uesugi eut pour résultat la mort de Shigetsura et les Hakateyama changèrent à nouveau d'allégeance. 
À la suite de la chute du château d'Anamizu, l'armée du clan Oda, désormais menée par Nobunaga Oda en personne, interrompit sa marche près de la rivière Tedori et se prépara à utiliser ses canons pour détruire à distance l'armée des Uesugi. Toutefois, une adroite feinte menée de nuit par Kenshin Uesugi, et suggérant qu'il avait divisé ses forces, conduisit Nobunaga à donner l'ordre à Katsuie Shibata de charger les lignes adverses. Kenshin Uesugi fit alors ouvrir les vannes de la Tedori et les flots désormais libérés empêchèrent les forces du clan Oda d'utiliser avec efficacité leurs arquebuses et leurs canons. La charge des Oda fut également repoussée en raison du fort courant et des compétences de combat au corps à corps inférieures des ashigaru qui constituaient le plus gros de l'armée Oda. Après que ses troupes eurent subi de lourdes pertes, Nobunaga Oda donna l'ordre de battre en retraite vers la province d'Ōmi.
Cette importante victoire du clan Uesugi eut pour conséquence une redistribution du pouvoir dans le nord du pays car le clan Uesugi pouvait désormais exercer son influence jusque dans la province de Kaga. Nobunaga Oda fut anéanti par cette défaite et se prépara même à faire sa reddition si Kenshin Uesugi marchait en direction de Kyōto. Toutefois, Kenshin Uesugi mourut en 1578 avant de mettre son plan d'invasion à exécution et le clan Uesugi entra dans une période de guerre civile dont le clan Oda tira parti pour repousser les Uesugi jusqu'à la province d'Echigo en 1582.

## Source de la traduction
- (en) Cet article est partiellement ou en totalité issu de l’article de Wikipédia en anglais intitulé « Battle of Tedorigawa » (voir la liste des auteurs).